# Sokrat Makrilov
Sokrat Makrilov (Butkovo, Demirhisarsko, Egejska Makedonija, Grčka, rođen 24. travnja 1924., umro 4. kolovoza 1993.), jedan od najistaknutijih pripadnika makedonskog nacionalnog pokreta i mučenik makedonskog nacionalnog pitanja u komunističkoj Bugarskoj.
Sokrat Makrilov život je proveo u gradu Petriču, (Pirinska Makedonija) i po bugarskim zatvorima. Jedan je od osnivača OMO “Ilinden” i član njezinog najužeg rukovodstva. Sudjelovao je u organizaciji prvog i najmasovnijeg skupa Makedonaca kod Roženskog manastira u Pirinskoj Makedoniji 22. travnja 1990. godine. 
Poznata je i često citirana njegova izjava: Nemam što izgubiti, ni djecu, ni ženu - ostao mi je samo goli život. A uvijek ga mogu dati za Makedoniju. Masovni skup u Roženskom manastiru predstavlja veliku pobjedu makedonizma u Bugarskoj i organizacije OMO “Ilinden”. O tome sam sanjao. Poslije ovog skupa više nitko neće moći zaustaviti borbu Makedonaca.
Sokrat Makrilov umro je u toplicama Bansko kraj Strumice (Sjeverna Makedonija). Po njegovoj želji sahranjen je u Petriču.